# Přibyslavice (Vlkaneč)
Přibyslavice (německy Pribislaw) je vesnice, část obce Vlkaneč v okrese Kutná Hora. Nachází se asi čtyři kilometry severně od Vlkanče. Přibyslavice leží v katastrálním území Přibyslavice u Vlkanče o rozloze 4,78 km².

## Historie
První písemná zmínka o vesnici pochází z roku 1226.

## Přírodní poměry
Při východním okraji Přibyslavic pramení Bratčický potok, který je levostranným přítokem Brslenky. Západně od osady pramení Stroupínovský potok, který je také jejím levostranným přítokem.

## Pamětihodnosti
- Kostel svatého Václava

## Fotogalerie

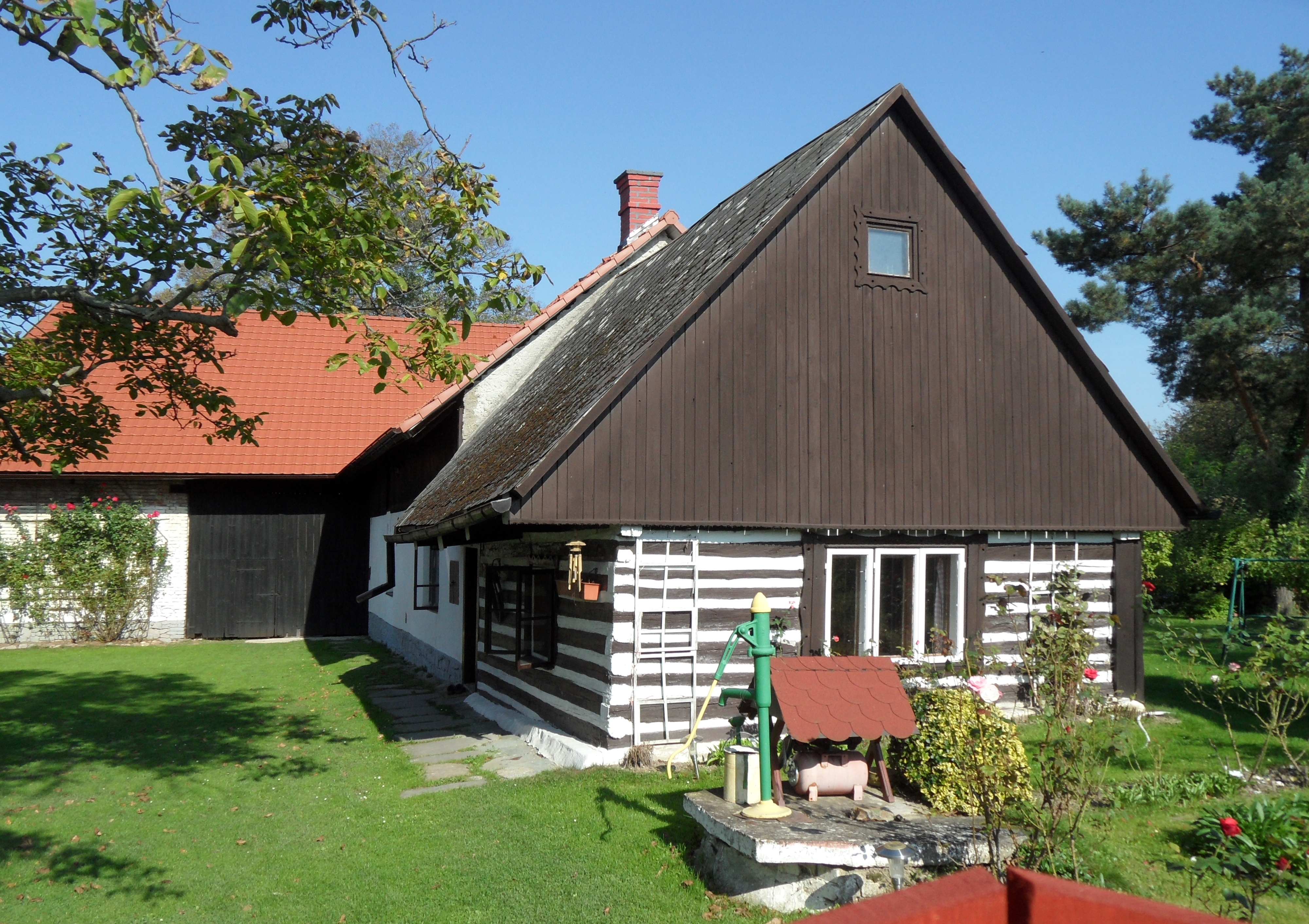
Venkovské stavení
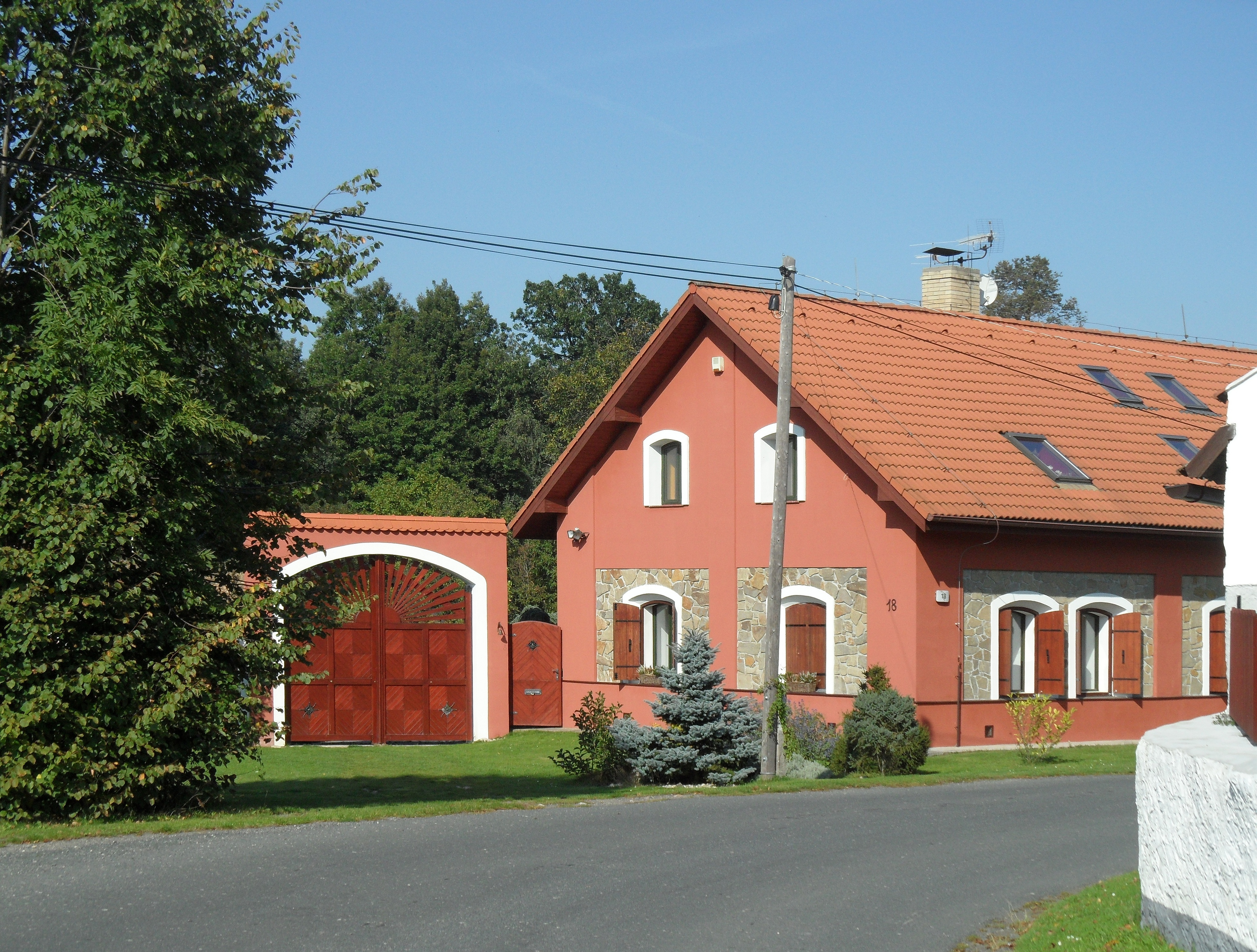
Dům s branou
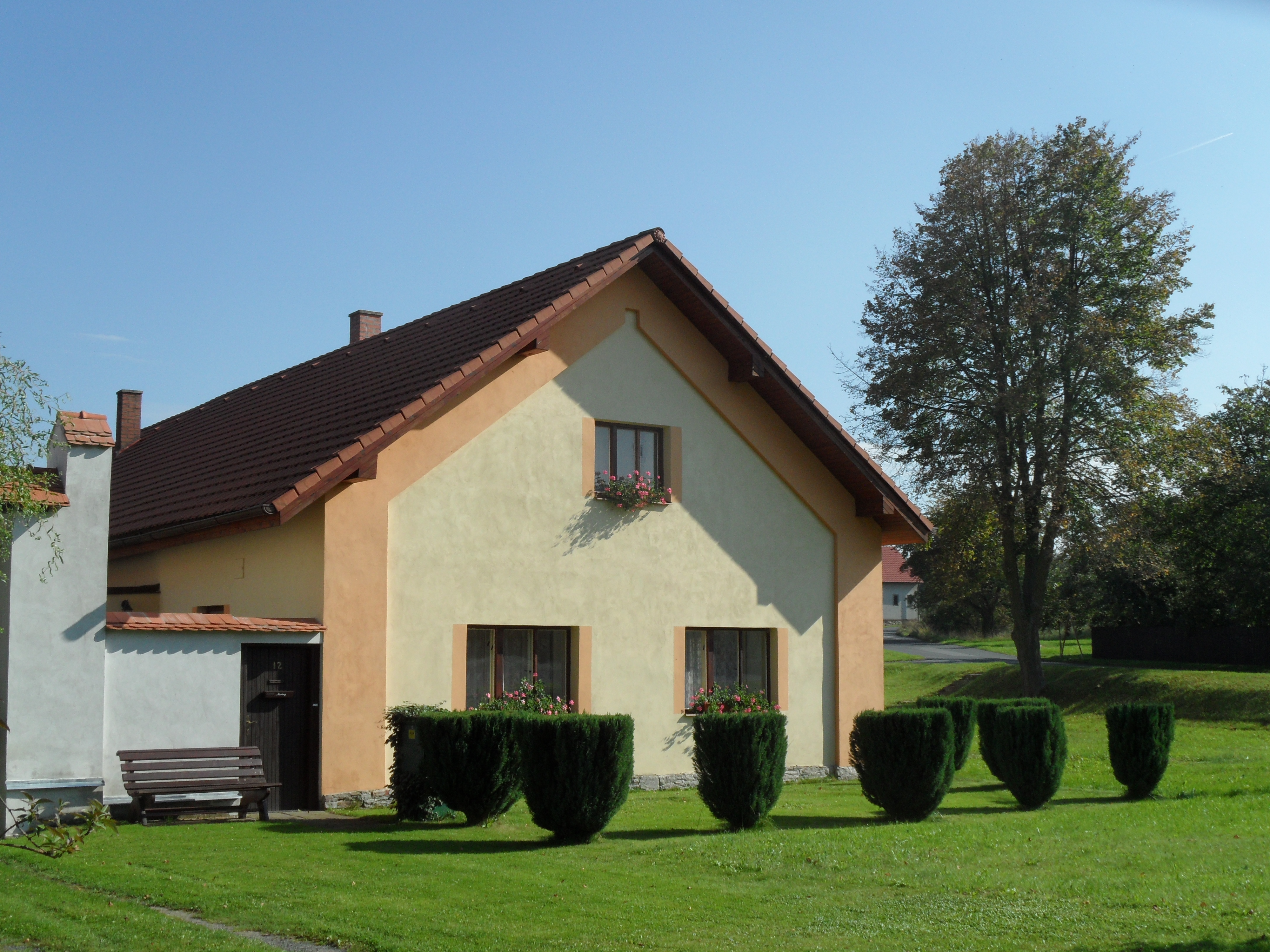
Dům s lavičkou, vedle stromu
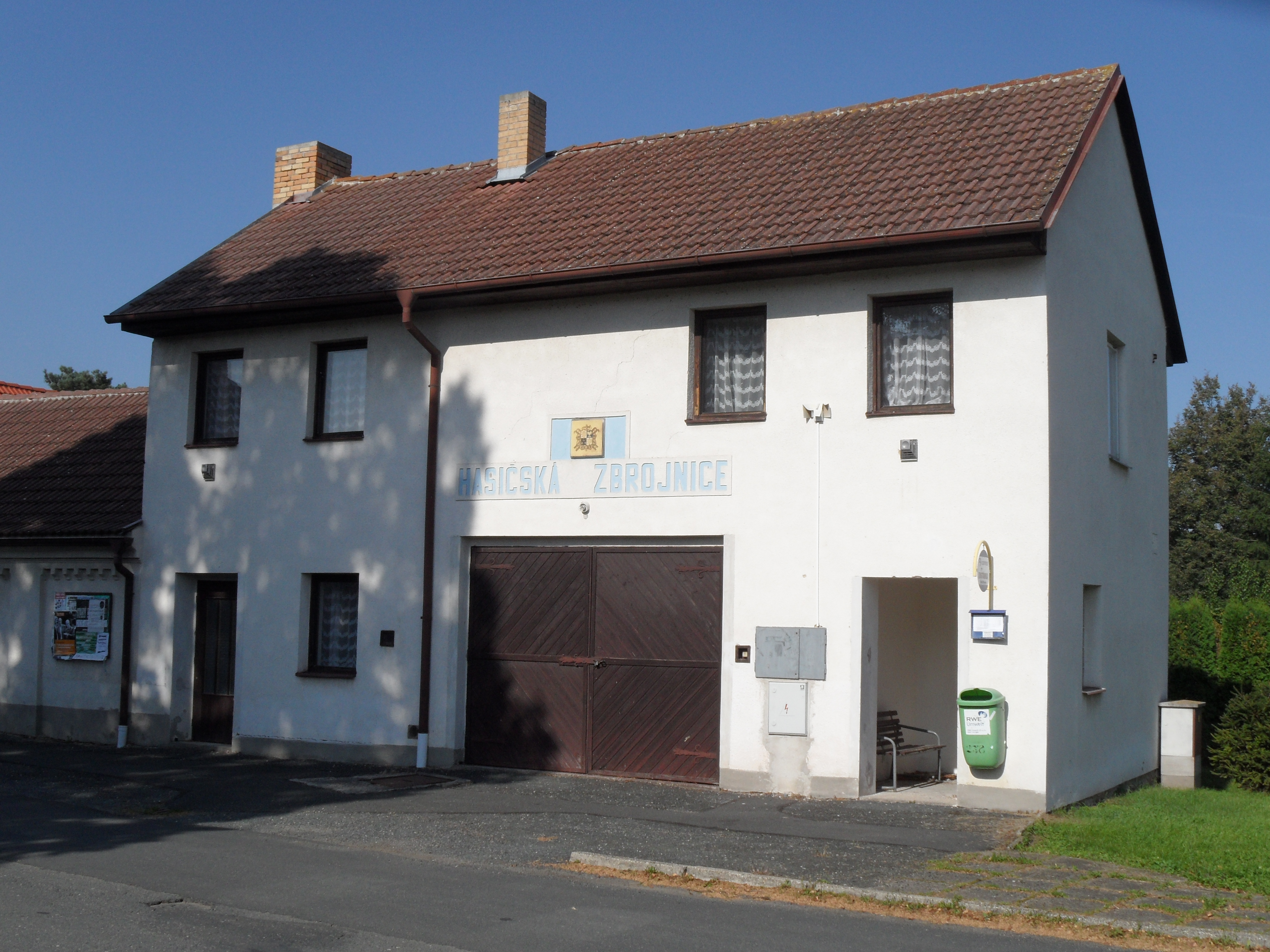
Hasičská zbrojnice